# Tuvalu A-Division
Il Campionato di calcio di Tuvalu denominato Tuvalu A-Division è la massima competizione calcistica di Tuvalu.
Tutte le partite del campionato vengono giocate presso il Tuvalu Sports Ground, essendo l'unico stadio presente nell'arcipelago.

## Tuvalu A-Division - Squadre 2016
- Manu Laeva
- Nanumaga
- Tofaga
- Lakena United
- Nauti
- Tamanuku

## Albo d'oro
- 2001:  Niutao
- 2002:  Niutao
- 2003:  Niutao
- 2004:  Lakena United
- 2005:  Nauti
- 2006:  Lakena United
- 2007:  Nauti
- 2008:  Nauti
- 2009:  Nauti
- 2010:  Nauti
- 2011:  Nauti
- 2012:  Nauti
- 2013:  Nauti
- 2014:  Nauti
- 2015:  Nauti
- 2016:  Nauti
- 2017:  Manu Laeva
- 2018:  Tuvalu
- 2019:  Nauti
- 2020:  Nauti
- 2021:  Tofaga
- 2022:  Nauti
- 2023:  Nauti